# Acrobelione anisopoda
Acrobelione anisopoda är en kräftdjursart som beskrevs av M. Bourdon 1981. Acrobelione anisopoda ingår i släktet Acrobelione och familjen Bopyridae. Inga underarter finns listade i Catalogue of Life.